# Districte de Niom

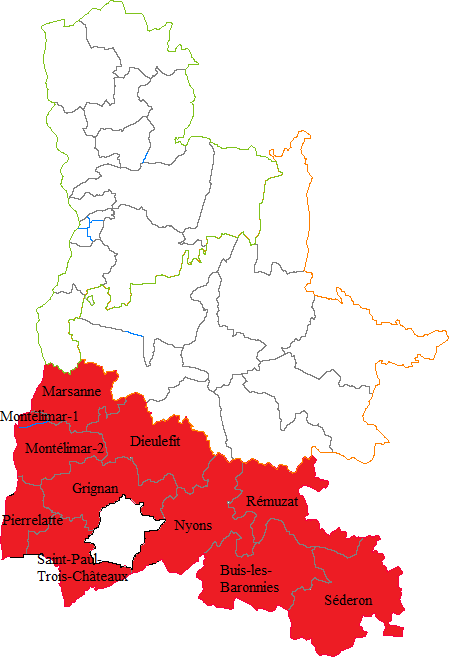
Situació de l'arrondissement de Nyon al departament de Droma

El Districte de Niom (nom occità, en francès Nyons) és un dels tres districtes del departament francès de la Droma. Té 11 cantons i 142 municipis, el cap del districte és la sotsprefectura de Niom.

## Cantons
- cantó de Lo Bois dei Baroniás
- cantó de Dieulofet
- cantó de Grinhan
- cantó de Marçana
- cantó de Montelaimar-1
- cantó de Montelaimar-2
- cantó de Niom
- cantó de Pierlata
- cantó de Remusat
- cantó de Sent Paul de Tricastin
- cantó de Sederon